# Páll Óskar Hjálmtýsson

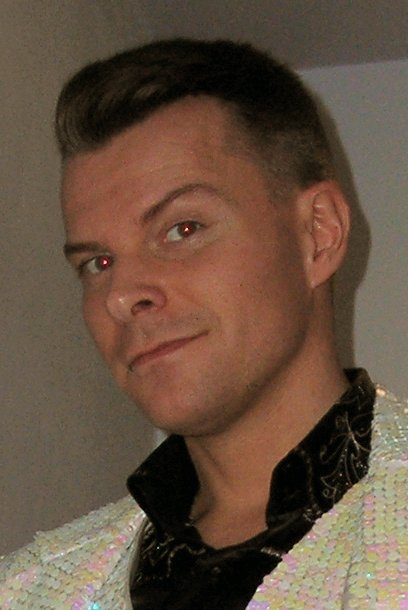
Páll Óskar, 25 kwietnia 2008 r.

Páll Óskar Hjálmtýsson (ur. 16 marca 1970 w Reykjaviku, Islandia) – wokalista muzyki pop. W Polsce znany z występu na Konkursie Piosenki Eurowizji w 1997 roku, kiedy to reprezentował Islandię z piosenką Minn hinsti dans (Mój ostatni taniec).
Pall już w wieku siedmiu lat nagrał swoją pierwszą płytę. W 1982 roku zadebiutował w musicalu Rubber Tarzan.

## Albumy
- Stuð (1993)
- Palli (1995)
- Seif (1996)
- Deep Inside (1999)
- Ef ég sofna ekki (2001)
- Ljósin heima (The Lights at Home, 2003)
- Allt fyrir ástina (All in the Name of Love, 2007)

## Single
- Minn hinsti dans (My Final Dance, 1997)
- Allt fyrir ástina (2007)
- Allt fyrir ástina (All in the Name of Love, 2007)
- International (2007)